# Сімон Детьє
Сімо́н Детьє́ (фр. Simon Desthieux, 3 грудня 1991) — французький біатлоніст, олімпійський чемпіон, чемпіон світу серед юніорів 2011 року в індивідуальній гонці, призер чемпіонатів Європи, учасник етапів Кубка світу з біатлону. 

## Виступи на Олімпійських іграх
2 медалі (1 золото, 1 срібло)
| Ігри           | Інд. гонgка | Спринт | Персьют | Масстарт | Естафета | Змішана естафета |
| -------------- | ----------- | ------ | ------- | -------- | -------- | ---------------- |
| Сочі 2014      | —           | 45     | 21      | —        | 8        | —                |
| Пхьончхан 2018 | 27          | 12     | 7       | 22       | 5        | Золото           |
| Пекін 2022     | 17          | 24     | 7       | —        | Срібло   | —                |

## Виступи на чемпіонатах світу
| Рік  | Місце проведення     | Інд | Спр | Пр | МС | Ест | ЗМ |
| 2013 | Нове Место-на-Мораві |     | 68  |    |    |     |    |

## Кар'єра в Кубку світу
- Дебют в кубку світу — 28 листопада 2012 року в індивідуальній гонці в Естерсунді — 50 місце.
- Перше потрапляння в залікову зону — 7 грудня 2012 року в спринті в Гохфільцені — 37 місце.
- Перше потрапляння на розширений подіум — 23 березня 2014 року в масстарті в Осло — 4 місце.
- Перший подіум — 13 грудня 2014 року в естафеті в Гохфільцені — 2 місце.

## Загальний залік в Кубку світу
- 2012-2013 — 57-ме місце (87 очок)

## Статистика стрільби
| № п/п | Сезон     | Загальна        | Індивідуальна гонка | Спринт        | Гонка переслідування | Мас-старт  | Естафета      |
| ----- | --------- | --------------- | ------------------- | ------------- | -------------------- | ---------- | ------------- |
| 1     | 2012-2013 | 82,2% (226/275) | 87,5% (35/40)       | 85,6% (77/90) | 78,3% (94/120)       | 0,0% (0/0) | 80,0% (20/25) |